# Cornmarket Street, Oxford
Cornmarket Street, ofta förkortat Cornmarket, är en gågata i centrala Oxford i England. Gatan löper från Magdalen Street i norr till korsningen Carfax i söder. Cornmarket är ända sedan anglosaxisk tid del av den stora nord-sydliga genomfartsgatan genom Oxfords historiska innerstad. Den byggdes om till gågata 1999.

## Bebyggelse
På 26–28 Cornmarket ligger en av Oxfords äldsta träbyggnader, uppförd omkring 1386 som del av värdshuset New Inn. Byggnaden tillhör idag Jesus College och restaurerades 1983. Vid gatan ligger även varuhuset Boswells of Oxford, grundat 1738, samt shoppinggallerian Clarendon Centre. Vid gatans norra ände ligger kyrkan St Michael at the North Gate, Oxfords äldsta bevarade byggnad, uppförd under första halvan av 1000-talet nära vad som då var Oxfords norra stadsport.

## Angränsande gator och platser
- Carfax
- Broad Street
- High Street
- St Aldate's